# Britta Krüger
Britt-Carin (Britta) Krüger, född 15 oktober 1923 i Lundby församling i Göteborg, död 25 augusti 2005 i Johannebergs församling, var en svensk målare.
Krüger var dotter till köpmannen James Adolf Krüger och Carin Josefina Elin Öijerson samt gift första gången 1945 med landsfiskalen Nils Anders Andermark och andra gången 1948–1951 med konstnären Folke Persson. Hon studerade konst för Hjalmar Eldh vid Slöjdföreningens skola 1941–1944 samt privat för Börge Hovedskou och Hjalmar Eldh 1948. Separat ställde hon bland annat ut på De ungas salong i Stockholm, Nynäshamn och Uddevalla
Tillsammans med Carl-Göran Hagberg ställde hon ut på Lorensbergs konstsalong i Göteborg. Hon medverkade i ett flertal samlingsutställningar bland annat i Karlskoga, Hälleforsnäs, Degerfors samt i Göteborgs konstförenings Decemberutställningar på Göteborgs konsthall. Hennes konst består av landskapsskildringar, figurer, porträtt och stilleben utförda i olja eller akvarell.